# National Cup 1982 (hockey su pista)
La National Cup 1982 è stata la 62ª edizione della principale coppa nazionale inglese di hockey su pista. Il trofeo è stato conquistato dal Southsea per la sesta volta nella sua storia.

## Risultati

### Finale
| 28 giugno 1982 | Peterborough | 1 – 5 | Southsea |  |

## Campioni
| Vincitore National Cup 1982 |
| --------------------------- |
| Southsea 6º titolo          |